# Побединское сельское поселение (Хабаровский край)
Побединское се́льское поселе́ние — муниципальное образование в Хабаровском районе Хабаровского края Российской Федерации. Образовано в 2004 году. 
Административный центр — посёлок Победа.

## Население
| 2010 | 2011  | 2012  | 2013  | 2014  | 2015 | 2016 |
| ---- | ----- | ----- | ----- | ----- | ---- | ---- |
| 1131 | ↗1135 | ↘1106 | ↘1060 | ↘1018 | ↘976 | ↘951 |
| 2017 | 2018  | 2019  | 2020  | 2021  |      |      |
| ↘916 | ↘883  | ↘862  | ↘823  | ↘671  |      |      |

## Населённые пункты
В состав поселения входят 4 населённых пункта:
| № | Населённый пункт | Тип     | Население |
| - | ---------------- | ------- | --------- |
| 1 | Иванковцы        | село    | →3        |
| 2 | Пасека           | село    | ↘243      |
| 3 | Победа           | посёлок | ↘425      |
| 4 | Хаил             | село    | →0        |